# Cheick Souaré
Cheick Oumar Souaré (* 3. září 2002 Marseille) je francouzský profesionální fotbalista, který hraje na pozici levého záložníka či obránce za český klub FC Viktoria Plzeň. Je také bývalým francouzským mládežnickým reprezentantem.

## Klubová kariéra

### Marseille
Souaré má guinejské kořeny, ale narodil se ve francouzském městě Marseille. V sedmi letech začal hrát fotbal v klubu FC Martigues na jihu Francie. Později hrál za FC Istres a v roce 2015 se přesunul do Marseille. V červnu 2020 s klubem podepsal svou první profesionální smlouvu.
V únoru 2021 debutoval ve francouzské nejvyšší soutěži v zápase proti RC Lens, ale zůstal u jediného startu, jinak hrál za klubovou rezervu. V roce 2022 klub opustil a stal se volným hráčem.

### Vyškov
V březnu 2023 zamířil do Vyškova v české druhé lize. V klubu se rychle stal stabilním členem základní sestavy a do konce sezóny nechyběl v jediném ligovém utkání. Zprvu nastupoval ve středu zálohy, v květnu se přesunul na levý kraj obrany. S týmem skončil na druhé příčce a vybojoval postup do baráže o první ligu. V ní Vyškov nestačil na Zlín (výsledky 0:0 a 0:1).
V podzimní části sezóny 2023/24 nastupoval Souaré pravidelně v základní sestavě, v 18 soutěžních zápasech vstřelil 2 branky a přidal 7 asistencí.

### Viktoria Plzeň
V lednu 2024 odešel na hostování s opcí do prvoligové Viktorie Plzeň. V české nejvyšší soutěži Souaré debutoval 17. února při výhře 2:0 nad Bohemians 1905. 10. března svým prvním gólem v novém angažmá a asistencí pomohl k důležité výhře 4:0 nad pražskou Spartou, obhájcem titulu.

## Reprezentační kariéra
Na jaro 2018 nastoupil do čtyř utkání v dresu francouzské reprezentace do 16 let.